# Drémil-Lafage
Drémil-Lafage is een gemeente in het Franse departement Haute-Garonne (regio Occitanie). De plaats maakt deel uit van het arrondissement Toulouse. Drémil-Lafage telde op 1 januari 2022 2.622 inwoners.

## Geografie
De oppervlakte van Drémil-Lafage bedroeg op 1 januari 2022 12,49 vierkante kilometer; de bevolkingsdichtheid was toen 209,9 inwoners per km².

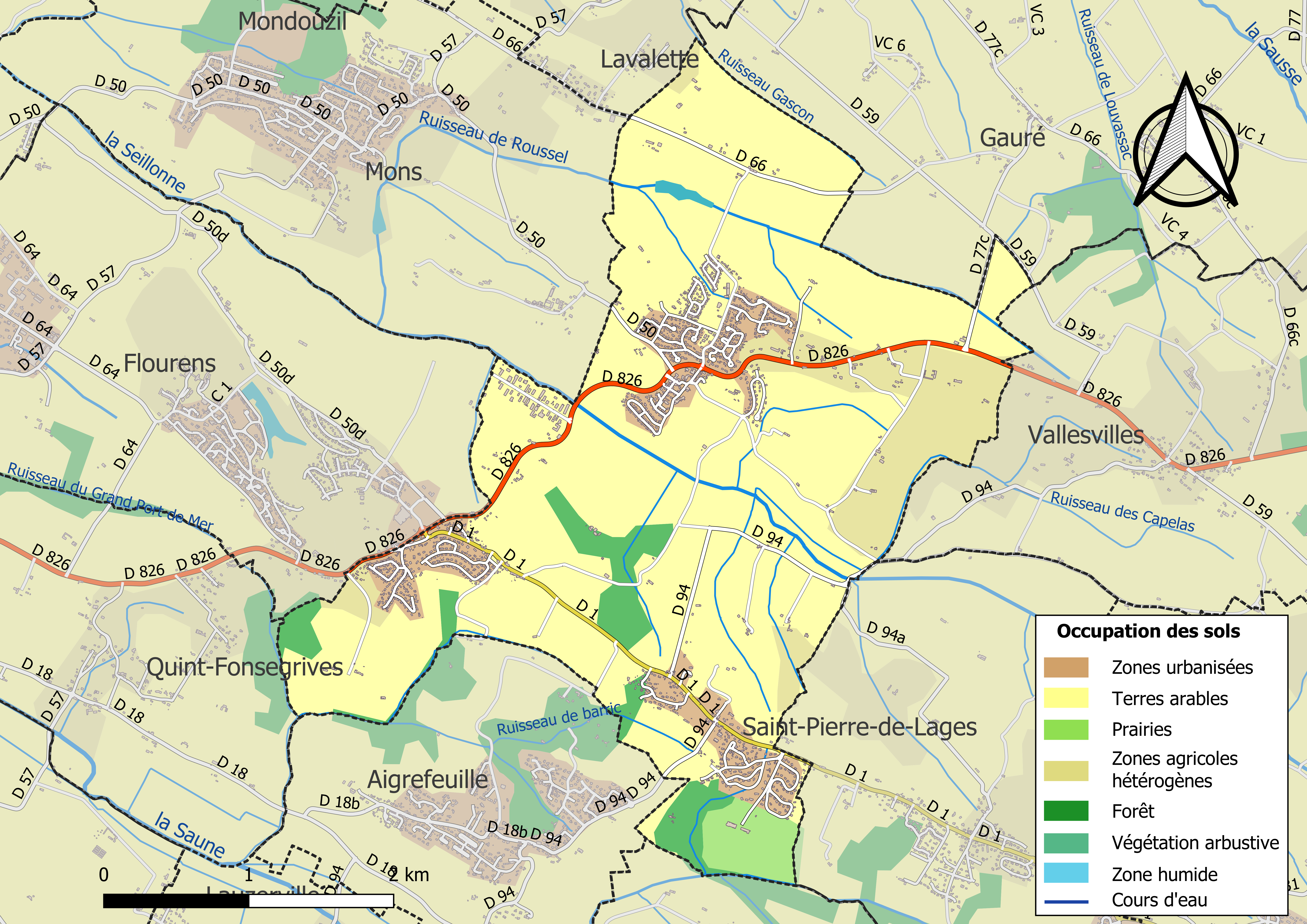
Kaart van de gemeente met belangrijkste infrastructuur, bodemgebruik en omliggende gemeenten

## Demografie
Onderstaande figuur toont het verloop van het inwonertal (bron: INSEE-tellingen).